# Uredinophila tropicalis
Uredinophila tropicalis är en svampart som först beskrevs av Speg., och fick sitt nu gällande namn av Rossman 1987. Uredinophila tropicalis ingår i släktet Uredinophila och familjen Tubeufiaceae.   Inga underarter finns listade i Catalogue of Life.